# Чеплетен
Чеплетен (още Чеплят) е село в Южна България. То се намира в община Смолян, област Смолян.

## География
Село Чеплетен се намира в планински район.